# Start People

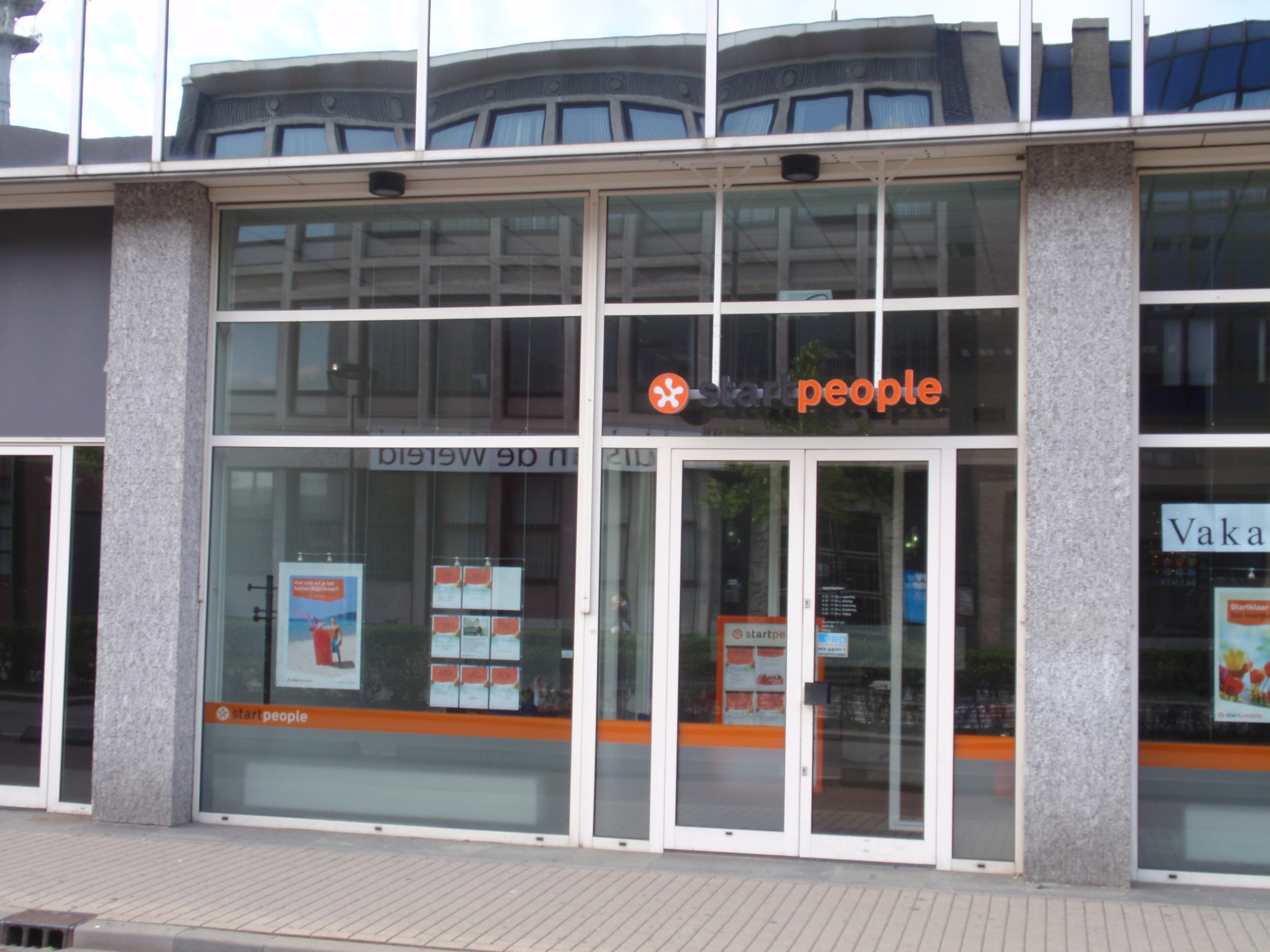
Start People uitzendbureau (Tilburg)

Start People is een uitzendbureau, actief in Nederland, België en Frankrijk, en onderdeel van USG People.
Het bedrijf werd in 1977 opgericht als 'Start Uitzendbureau'. De oprichting vond tripartiet (als samenwerking tussen overheid, werkgevers- en werknemersorganisaties) plaats met hulp (en als experiment) van het arbeidsbureau (sinds 2009 UWV WERKbedrijf) en het ministerie van Economische Zaken.
In de begindagen maakten de vestigingen van Start Uitzendbureau fysiek deel uit van het toenmalige Arbeidsbureau. Na een succesvolle beginperiode besloten het arbeidsbureau en Start Uitzendbureau uit elkaar te gaan, onder andere vanwege druk vanuit de concurrentie, die de samenwerking met het arbeidsbureau en de exclusieve overeenkomsten die Start met verschillende organisaties had als concurrentievervalsing zagen.
Pas midden jaren negentig van de twintigste eeuw is Start Uitzendbureau een Besloten Vennootschap geworden. De aandelen van Start werden ondergebracht in een Stichting. Start Uitzendbureau was hiermee feitelijk een commercieel bedrijf geworden. Start Uitzendbureau BV fuseerde in november 2003 met USG People. De opbrengsten kwamen ten goede aan de Start Foundation, die daarmee projecten financiert voor mensen met een afstand tot de arbeidsmarkt.
In januari 2007 veranderde de naam in "Start People".
Start People heeft in 2019 circa 1.200 medewerkers en 130 vestigingen in heel Nederland. Het bedrijf heeft dagelijks ongeveer 30.000 uitzendkrachten aan het werk.